# Anna Karczmarczyk
Anna Karczmarczyk-Litwin (ur. 24 września 1991 w Warszawie) – polska aktorka teatralna, filmowa i telewizyjna.

## Życiorys
Jest córką Iwony i Dariusza Karczmarczyków. Ma dwoje rodzeństwa, Martynę i Jakuba. Wychowała się w podwarszawskim Otwocku. W młodości trenowała karate.
Zadebiutowała na ekranie w 2007 występem w serialu TVN Na Wspólnej. W latach 2010–2012 wcielała się w postać Aleksandry w serialu TVP2 M jak miłość. W latach 2013–2018 odgrywała rolę Aleksandry Pietrzak w Na dobre i na złe. W 2009 zagrała główną rolę Alicji w filmie Galerianki. W kolejnych latach grała w produkcjach, takich jak m.in. Weekend (2010), Kochanie, chyba cię zabiłem (2014) czy Pitbull. Nowe porządki (2016).
W 2016 ukończyła studia na Akademii Teatralnej w Warszawie.
Zwyciężyła (w parze z Jackiem Jeschkem) w finale piątej edycji programu rozrywkowego Polsatu Dancing with the Stars. Taniec z gwiazdami (2016) i zajęła (z Mateuszem Łapką) drugie miejsce w drugiej edycji programu rozrywkowego TVP2 Dance Dance Dance (2020).

## Życie prywatne
7 lipca 2018 wzięła ślub z Pascalem Litwinem.

## Filmografia

### Filmy
- 2009: Galerianki – Alicja
- 2011: Weekend – Zosia „Młoda”, dziewczyna Guli
- 2013: Chce się żyć – Anka, koleżanka Mateusza
- 2014: Kochanie, chyba cię zabiłem – Wika
- 2015: Wkręceni 2 – kasjerka na dworcu Warszawa Centralna
- 2015: Sprawiedliwy – Zosia
- 2016: Pitbull. Nowe porządki – Iwona, studentka
- 2017: Gotowi na wszystko. Exterminator – perkusistka
- 2018: Serce nie sługa – Marta
- 2018: Nie zostawiaj mnie
- 2019: Polityka – Barbara, narzeczona  Arka
- 2019: Fighter – Zosia
- 2019: Jak zostałem gangsterem. Historia prawdziwa[8] – Zosia
- 2021: Dziewczyny z Dubaju[9] – aktorka Joanna
- 2022: Mój dług – Agata[10]
- 2023: Cały ten seks – Maja
- 2025: Gra o wszystko – Marta

Filmy niezależne
- 2012: Turysta[5]

### Seriale
- 2007: Na Wspólnej – Daria
- 2007: Na Wspólnej – Dominika (odc. 808)
- 2008–2010: Na Wspólnej – Anna
- 2010: Przystań – Ola (odc. 7)
- 2010–2012: M jak miłość – Aleksandra Malinowska (odc. 739–892)
- 2011: Siła wyższa – Monika (odc. 3)
- 2013: Hotel 52 – Tosia Rutkowska, opiekunka Krzysia (odc. 82–91)
- 2013: Ojciec Mateusz – Agata – dziewczyna Rafała Kaperskiego, basisty zespołu Five O'clock (odc. 117)
- 2013–2018: Na dobre i na złe – Ola Pietrzak, stażystka w szpitalu (od odc. 517)
- 2014: To nie koniec świata – Blanka
- 2015: Powiedz tak! – Natalia (odc. 1, 6–7)
- 2016: Strażacy – dziennikarka (2. seria, odc. 8, 18)
- 2017: Ucho Prezesa – Malwina, dziewczyna Janka (odc. 7)
- 2017: Ojciec Mateusz – prostytutka Diana (odc. 236)
- 2018–2019[11]: Za marzenia – Anka Wolańska
- 2020: Ludzie i bogowie[8] – Bronisława Lenart
- 2021: Zakochani po uszy – Karolina Laskowska, stomatolog dziecięca
- 2021: Piękni i bezrobotni – sprzedawczyni Krysia
- 2023: Zatoka szpiegów – Lotta Linke
- 2024: Prosta sprawa – Monia
- 2024: Zdrada – Julia Wysocka[12]
- 2025: Czarna śmierć

### Etiudy szkolne
- 2011: Cisza – dziewczyna
- 2012: Zapalniczka – Lena
- 2018: Wonder Girls[8]
- 2019: Nigdy dobrze[8] - Marta

## Nagrody
- 2009: nagroda na Koszalińskim Festiwalu Debiutów Filmowych „Młodzi i Film” za debiut aktorski w głównej roli kobiecej w filmie Galerianki.
- 2009: nominacja do Złotej Kaczki za film Galerianki.
- 2009: nagroda na 19. Festiwalu Młodego Kina Wschodnioeuropejskiego w Cottbus za najlepszą rolę kobiecą w filmie Galerianki.